# Auto-Perforations-Artistik
Auto-Perforations-Artistik ist eine in der DDR entstandene spezifische Form der Aktionskunst. Unter ihrer Bezeichnung entstanden zwischen 1982 und 1991 vor allem subversive Performances mit wechselnder Besetzung, aber auch Fotografien, Installationen, Filme, Objekte, Texte, Zeichnungen und Malerei. Sie entwickelte sich als Abgrenzung gegenüber der vorherrschenden dogmatisch verordneten Staatskultur und der am Sozialistischen Realismus orientierten Kunstproduktion der DDR. Zentrale Protagonisten waren Micha Brendel, Else Gabriel, Rainer Görß und Via Lewandowsky.

## Ursprung und Methodik

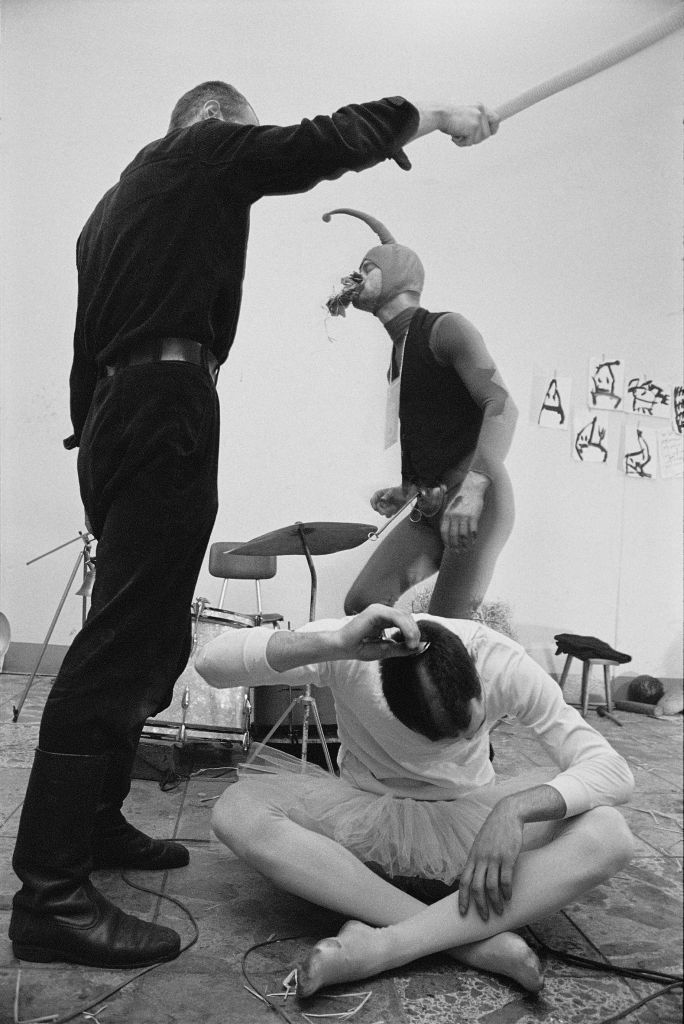
Görß, Brendel und Lewandowsky bei der Performance „panem et circensis“ an der HfBK Dresden, 1988

Erstmals Verwendung findet der Begriff der „Auto-Perforations-Artistik“ (von griechisch auto- für „selbst-“ und Perforation von lateinisch perforare für „durchbohren“, „löchern“) 1987 im Zusammenhang mit der Performance „Herz Horn Haut Schrein“ anlässlich der Diplomverteidigung von Brendel, Gabriel und Lewandowsky an der Hochschule für Bildende Künste Dresden. Die Methodik der künstlerischen Bewegung sowie erste gemeinsame Arbeiten bildeten sich jedoch bereits ab 1982 heraus, als Brendel, Gabriel und Lewandowsky gemeinsam in der Bühnenbildklasse von Günther Hornig an der Hochschule für Bildende Künste Dresden studierten. Görß studierte dort im gleichen Fachgebiet ab 1984.
Wiederkehrende Elemente ihrer Auftritte und Aktionen waren der Hang zum Animalischen, das Hantieren mit organischen Materialien wie Blut oder Knochen, sowie die Verwendung medizinischer oder sado-masochistisch anmutender Verkleidungen (Bandagen, Masken, Maulkörbe oder Schläuche). Auf radikale Weise wurden Schock- und Ekeleffekte produziert, die häufig in Selbstverletzungen der Agierenden ihren Höhepunkt fanden, etwa als Gabriel ihren Kopf in einen Eimer mit Rinderblut tauchte oder Lewandowsky sich einen Hühnerfuß in den After schob. Die Thematisierung von Gewalt und das Ausloten eigener körperlicher Grenzen standen oft im Mittelpunkt. Agiert wurde häufig in selbst organisierten Räumen, aber auch in Galerien, auf Bühnen, anlässlich von Ausstellungseröffnungen und anderen Kunstveranstaltungen.
Eine feste Gruppe sind die Auto-Perforations-Artisten nie gewesen, was an den wechselnden Besatzungen der Performances deutlich wird. Neben Brendel, Gabriel, Görß und Lewandowsky waren beispielsweise die Dichter Durs Grünbein und Tohm di Roes, der Schriftsteller Johannes Jansen, die Tänzerin Hanne Wandtke oder der Künstler Ulf Wrede an Auftritten beteiligt.
Die Auto-Perforations-Artisten gaben kaum eigene Erklärungen zu ihrer Arbeit ab und wenn, dann gingen die Beschreibungen der einzelnen Artisten oft erstaunlich weit auseinander. Die Unwilligkeit, ihre Arbeit in Worte zu fassen, und die verstärkte Suche nach einem Ausdruck jenseits von sprachlichem Verstehen und Definitionen, war dem damaligen politischen System der Kontrolle und Überwachung geschuldet. Es ging darum, den allgegenwärtig drohenden Einsatz von staatlichen Repressionen möglichst zu vermeiden. Mit ihren Aktionen befanden sie sich im heftigen Widerspruch zu dem, was in der DDR offiziell an Kunstformen gewünscht und anerkannt war. Ausstellungsverbote und die Erfahrung, von der Teilnehmerliste für Arbeitssymposien gestrichen zu werden, waren für die Künstler bekannte Vorgänge und wurden als Warnsignal verstanden.

## Rezeption
Mit ihren künstlerischen Ausdrucksformen führten die Auto-Perforations-Artisten Mitte der 80er-Jahre noch ein Nischendasein der DDR, da zu diesem Zeitpunkt im Prinzip nur Malerei und Plastik offiziell anerkannt und geschätzt waren. Im Zuge der gesellschaftlichen und politischen Veränderungen von 1989 rückte ihre experimentelle Arbeit in den Mittelpunkt einer neuen Diskussion um Kunstproduktion. 1989 und 1990 erschienen zahlreiche Artikel in Fachzeitschriften und in Selbstverlagen, in denen die Auto-Perforations-Artisten Erwähnung fanden.
Das Publikum stand den Auftritten der Auto-Perforations-Artisten meist aufgeschlossen gegenüber, insgesamt reagierte die Kritik jedoch häufig fassungslos. Ihre Darbietungen wurden oft als extrem subjektiv, nahezu narzisstisch empfunden. So sprach André Meyer in Bezug auf ihre Performances von „Entrümpelung des eigenen Egos“, der Kurator Christoph Tannert von „beispielsloser exhibitionistische Wollust“.
Dass die Auftritte der Gruppe jedoch eine gewisse Allgemeingültigkeit zu Tage förderten sowie einen nachhaltigen Eindruck beim Publikum hinterließen, belegen zahlreiche Äußerungen. So beschreibt ein Augenzeuge die Wirkung der Aktion „panem et circenses“ 1988 in der Dresdner Hochschule für Bildende Künste folgendermaßen: „Die Intensität, mit der man permanent Traumata aufriss, ergriff gegen Morgen auch das Publikum, und keiner konnte mehr den Daumen nach oben drehen, als die Gladiatoren ermattet ins Stroh sanken“. Und weiter: „Ein exorzistisches Ritual, das absurd scheint und doch kollektiv wirkt eine Sprachlosigkeit inszeniert, deren Alltäglichkeit unbestritten und unangefochten bleibt.“

## Auflösung
Auch wenn die Gruppenperformances meist den Eindruck von Homogenität vermittelten, ließen die Einzelarbeiten der Mitglieder, die seit Anbeginn parallel zu den Performances entstanden, immer wieder erkennen, wie unterschiedlich die künstlerischen Zugänge waren. Brendels Äußerung von der „Mühe, die Spirale so weiterzudrehen“, deutete Ende der 80er-Jahre an, dass die Auto-Perforations-Artisten aufgrund gruppendynamischer Prozesse an ihre Grenzen gestoßen waren.
Eine offizielle Auflösung hat es nie gegeben, der letzte gemeinsame Auftritt jedoch fand 1991 in der „Moltkerei“ in Köln statt.